# Kanban

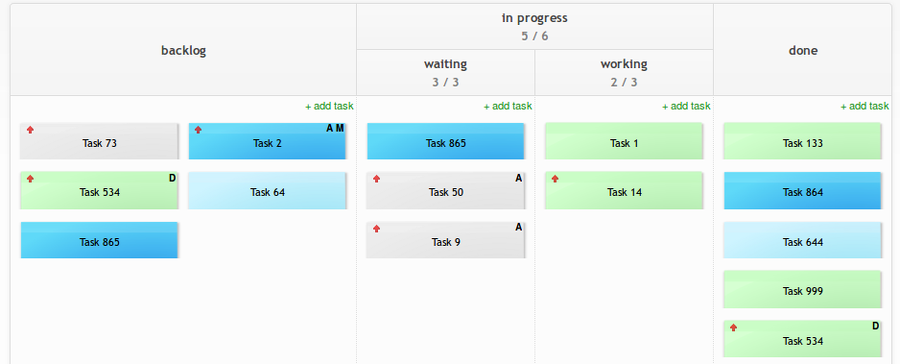
Elektroniczna tablica kanban w systemie informatycznym

Kanban – opracowana w latach 40. XX wieku w Japonii metoda sterowania procesami produkcyjnymi. Słowo kanban w wolnym tłumaczeniu można w poniższym przypadku oddać jako „spis widoczny”. W pierwotnym znaczeniu – w języku japońskim – oznacza: szyld, tabliczkę z napisem informującym, billboard.
Metoda kanban opiera się na poszczególnych kartach wyrobów, ich cyrkulacji i analizie. Kanban rozwijał się i dziś oznacza także system informacyjny, system planowania, rozdziału oraz kontroli czynności i zadań produkcyjnych. Polega na takim organizowaniu procesu wytwórczego, aby każda komórka organizacyjna produkowała dokładnie tyle, ile w danej chwili jest potrzebne. W metodzie tej za czynnik krytyczny zarządzania materiałami uznano sterowanie zapasami.

## Charakterystyka
Najkrócej ideę kanban oddaje hasło „7 × żadnych”:
- żadnych braków,
- żadnych opóźnień,
- żadnych zapasów,
- żadnych kolejek – gdziekolwiek i po cokolwiek,
- żadnych bezczynności,
- żadnych zbędnych operacji technologicznych i kontrolnych,
- żadnych przemieszczeń.

Charakterystyczną cechą tej metody jest praktyczna likwidacja magazynów przedprodukcyjnych (cały zapas znajduje się na stanowisku roboczym), międzyoperacyjnych i wyrobów gotowych. Materiały i półfabrykaty dostarczane są od dostawców z godzinową dokładnością, dzięki rezerwom zdolności produkcyjnych i elastyczności procesu produkcji możliwe jest wyprodukowanie niemal dowolnego elementu w każdej chwili, a zlecenia produkcyjne są ściśle zsynchronizowane z zamówieniami otrzymywanymi od klientów.
Podstawą technik kanban są formularze, które wypełnia się w następującej kolejności:
- Dyspozytor na wydziale produkcji w oparciu o dane nt. prognozowanego popytu na dany element wypełnia planistyczną część karty kanban, po czym przekazuje ją na dział produkcji.
- Planista na wydziale produkcji sporządza odpowiednie zlecenie produkcyjne dotyczące partii elementów; określa wykonawców i przydziela zasoby niezbędne do wykonania zadania. Wypełnia kolejną część karty.
- Po zakończeniu produkcji i odbiorze jakościowym partii wykonawca oddziela od karty jedną część i przekazuje ją planiście; jest to dowód wykonania zlecenia. Pozostałe dwie części karty zostają umieszczone w pojemniku z gotowymi elementami, który zostaje przetransportowany na wydział, z którego pochodziły zamówienia.
- W momencie, gdy pracownik zaczyna używać dostarczonego elementu, odrywa drugą część karty kanban i przekazuje ją dyspozytorowi wydziałowemu produkcji. Dyspozytor jest informowany, że nowy zapas jest już wykorzystywany.
- W momencie, gdy zapas elementu się wyczerpie, pracownik przekazuje dyspozytorowi trzecią część karty kanban.

## Wady i ograniczenia
- pierwotna wersja kanbana oparta jest na formularzach papierowych,
- wzrost kosztów transportu,
- wymaga większej dostępności dostawców – zdarza się często, że surowce muszą być dowożone kilka razy dziennie,
- metoda zakłada produkcję w partiach o stałej wielkości, odpowiadającej pojemności standardowego pojemnika transportowego danego elementu,
- mało odporny na duże wahania popytu,
- nie uwzględnia zapasów bezpieczeństwa wyrobów gotowych, lecz zakłada produkcję bezbrakową, wymagającą całkowitego zaangażowania od wszystkich pracowników, co stwarza znaczne problemy w innych niż japoński kręgach kulturowych.